# Glypta microcera
Glypta microcera är en stekelart som beskrevs av Thomson 1889. Glypta microcera ingår i släktet Glypta och familjen brokparasitsteklar. Arten är reproducerande i Sverige. Inga underarter finns listade i Catalogue of Life.